# Artropodología
La artropodología es una rama de la zoología especializada en el estudio de los artrópodos. Por eso incluye a otras ramas como la entomología, la carcinología y la aracnología. A veces se da ese papel a la entomología aunque sea técnicamente incorrecto.[cita requerida]
La importancia de su agrupación para el estudio se da sobre todo en ramas médicas por su patogenia. No solo como agentes infecciosos por sí mismos sino también por su papel como vectores de enfermedades.